# Championnat de Roumanie de football 1959-1960
Navigation
Saison précédente Saison suivante
La saison 1959-1960 du Championnat de Roumanie de football était la 42e édition de la première division roumaine. Le championnat rassemble les 12 meilleures équipes du pays au sein d'une poule unique, où chaque club rencontre tous ses adversaires deux fois, à domicile et à l'extérieur. Le club vainqueur du championnat se qualifie pour la Coupe d'Europe des clubs champions. Le championnat va repasser à 14 clubs la saison prochaine : il n'y a qu'un relégué pour trois promus de Divizia B en fin de saison.
C'est le club du CCA Bucarest qui termine en tête du championnat et qui remporte le 5e titre de champion de Roumanie de son histoire.

## Les 12 clubs participants
| - Dinamo Bucarest - Dinamo Bacău - FC Petrolul Ploiești - CCA Bucarest - FC Progresul Bucarest - Steagul Roșu Orașul Stalin | - UT Arad - CS Minerul Lupeni - Promu de Divizia B - Știința Cluj - FC Rapid Bucarest - SC Jiul Petroșani - Farul Constanța |

## Compétition

### Classement
Le classement est établi en utilisant le barème suivant :
- Victoire : 2 points
- Match nul : 1 point
- Défaite, forfait ou abandon : 0 point

| Rang | Équipe                     | Pts | J  | G  | N  | P  | Bp | Bc | Diff |
| ---- | -------------------------- | --- | -- | -- | -- | -- | -- | -- | ---- |
| 1    | CCA Bucarest               | 34  | 22 | 15 | 4  | 3  | 52 | 25 | +27  |
| 2    | Steagul Roșu Orașul Stalin | 27  | 22 | 9  | 9  | 4  | 47 | 34 | +13  |
| 3    | FC Petrolul Ploiești (T)   | 24  | 22 | 8  | 8  | 6  | 33 | 23 | +10  |
| 4    | Farul Constanța            | 24  | 22 | 9  | 6  | 7  | 37 | 34 | +3   |
| 5    | Știința Cluj               | 24  | 22 | 7  | 10 | 5  | 34 | 32 | +2   |
| 6    | Dinamo Bacău               | 24  | 22 | 9  | 6  | 7  | 31 | 33 | -2   |
| 7    | UT Arad                    | 22  | 22 | 8  | 6  | 8  | 26 | 30 | -4   |
| 8    | Dinamo Bucarest            | 21  | 22 | 6  | 9  | 7  | 29 | 29 | 0    |
| 9    | Progresul Bucarest (C)     | 19  | 22 | 7  | 5  | 10 | 36 | 39 | -3   |
| 10   | FC Rapid Bucarest          | 18  | 22 | 5  | 8  | 9  | 30 | 34 | -4   |
| 11   | Minerul Lupeni (P)         | 16  | 22 | 5  | 6  | 11 | 27 | 37 | -10  |
| 12   | SC Jiul Petroșani          | 11  | 22 | 2  | 7  | 13 | 17 | 49 | -32  |

|  | Qualifié pour la Coupe des clubs champions 1960-1961 |
|  | Qualifié pour la Coupe des Balkans 1961              |
|  | Relégation en Divizia B                              |

## Bilan de la saison
| Tableau d'Honneur                   |                    |
| Compétition                         | Vainqueur          |
| Championnat de Roumanie de football | CCA Bucarest       |
| Coupe de Roumanie de football       | Progresul Bucarest |

| Promotions et relégations |                                                   |
| Promus en Divizia A       | Știința Timișoara FC Corvinul Hunedoara CSMS Iași |
| Relégué en Divizia B      | SC Jiul Petroșani                                 |